# Pečki
Pečki – wieś w Słowenii, w gminie Velike Lašče. W 2018 roku liczyła 16 mieszkańców.